# Observation de Bonilla
 (septembre 2019).
Pour les articles homonymes, voir Bonilla.

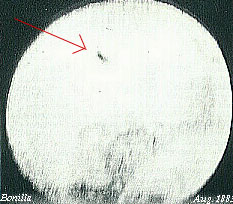
Une des photographies de Bonilla.

Le 12 août 1883, l'astronome José Árbol y Bonilla déclara avoir vu plus de 300 objets sombres non identifiés passer devant le Soleil alors qu'il observait l'activité de taches solaires à l'observatoire de Zacatecas, au Mexique. Il a pu prendre plusieurs photos, exposant des plaques humides pendant un centième de seconde. Celles-ci représentent les premières photos d'un objet volant non identifié. Il a été suggéré plus tard que les objets étaient des oies volant haut[réf. nécessaire], alors que la littérature ufologique interprétait les objets comme un vaisseau spatial extraterrestre ou comme un mystère non résolu[réf. nécessaire].
En 2011, des chercheurs de l'Université nationale autonome du Mexique ont suggéré que les objets non identifiés étaient peut-être des fragments d'une comète d'un milliard de tonnes passant à quelques centaines de kilomètres de la Terre,.